# Санчес Сальфран, Марта
Марта Санчес Сальфран (исп. Marta Sánchez Salfrán; 14 февраля 1975, Ольгин, Куба) — кубинская волейболистка. Нападающая-доигровщица. Олимпийская чемпионка 2000, чемпионка мира 1998, двукратная обладательница Кубка мира.

## Биография
В национальной сборной Кубы 22-летняя Марта Санчес дебютировала в 1993 году и выступала за неё на протяжении 11 лет, став за это время победителем (2000) и бронзовым призёром (2004) Олимпийских игр, чемпионкой мира 1998, двукратной обладательницей Кубка мира, победителем Гран-при 2000, трёхкратной чемпионкой североамериканского континента, чемпионкой Панамериканских игр 1995, а также обладателем медалей разного достоинства на прочих официальных турнирах.
В 1998 году Марта Санчес, как и многие другие волейболистки сборной Кубы, получила от национальной федерации разрешение на выступление за границей и в течение двух сезонов играла в Италии за команды серии А1 из Палермо и Флоренции. После афинской Олимпиады-2004, где кубинская сборная, в том числе и Санчес, стала обладателем «бронзы», спортсменка вновь выехала за границу и в 2004—2005 по протекции выдающегося российского тренера Николая Карполя провела сезон в подмосковном «Динамо». Кроме неё за «Динамо» выступала другая кубинка — Яйма Ортис, а за «Уралочку» — их соотечественницы Юмилка Руис и Сойла Баррос.
После 2005 года Марта Санчес выступала за команды Испании, Италии, Азербайджана и Румынии, но успеха добилась только в азербайджанском «Локомотиве», с которым в 2012 выиграла Кубок вызова ЕКВ и «серебро» национального первенства.

### Клубная карьера
- …—1998 —  «Ольгин»;
- 1998—1999 —  «Палермо»;
- 1999—2000 —  «Романелли Фиренце» (Флоренция);
- 2000—2004 —  «Ольгин»;
- 2004—2005 —  «Динамо» (Московская область);
- 2005—2006 —  УКАМ (Мурсия);
- 2009 —  «Урбино»;
- 2009—2011 —  «Аро Риоха» (Аро);
- 2011—2012 —  «Локомотив» (Баку);
- 2013—2014 —  «Букурешть» (Бухарест).

## Достижения

### Со сборной Кубы
- Олимпийская чемпионка 2000;
  - бронзовый призёр Олимпийских игр 2004.
- чемпионка мира 1998.
- двукратный победитель розыгрышей Кубка мира — 1995, 1999.
- победитель розыгрыша Всемирного Кубка чемпионов 1993;
  - серебряный призёр Всемирного Кубка чемпионов 1997.
- чемпионка Гран-при 2000;
  - двукратный серебряный (1996, 1997) и двукратный бронзовый (1995, 1998) призёр Мирового Гран-при.
- 3-кратная чемпионка NORCECA — 1995, 1997, 1999;
  - двукратный серебряный призёр чемпионатов NORCECA — 2001, 2003.
- чемпионка Панамериканских игр 1995;
  - двукратный серебряный призёр Панамериканских игр — Панамериканских игр 1999, Панамериканских игр 2003.

### С клубами[3]
- серебряный призёр чемпионата Азербайджана 2012.
- победитель розыгрыша Кубка вызова ЕКВ 2012.